# Anna Krajewska (ekonomistka)
Anna Krajewska (ur. 1942) – polska profesor nauk ekonomicznych, specjalistka w dziedzinie zagadnień finansów państwa i przedsiębiorstwa.

## Życiorys
Ukończyła w 1964 ekonomię na Uniwersytecie Warszawskim. Doktorat napisała pod kierunkiem Zofii Moreckiej. W 1989 obroniła na Uniwersytecie Łódzkim habilitację Motywacja działalności innowacyjnej w przedsiębiorstwach przemysłowych. W 2004 otrzymała tytuł naukowy profesora. Zawodowo związana głównie z Politechniką Warszawską i Uniwersytetem Łódzkim.
Wypromowała doktorat m.in. Małgorzaty Burchard-Dziubińskiej.

## Wybrane publikacje
- Wykształcenie a zróżnicowanie płac, Warszawa: Państwowe Wydawnictwo Ekonomiczne, 1974.
- Motywacja działalności innowacyjnej w przedsiębiorstwach przemysłowych, Łódź: Wydawnictwo Uniwersytetu Łódzkiego, 1989.
- Podatki – Unia Europejska, Polska, kraje nadbałtyckie, Warszawa: Polskie Wydawnictwo Ekonomiczne, 2004.
- Koszty i produktywność pracy w Polsce w kontekście integracji z Unią Europejską (red.), Łódź: Wydawnictwo Uniwersytetu Łódzkiego, 2007.
- Polityka monetarna i fiskalna w okresie akcesji do strefy euro (red. z Michałem Mackiewiczem), Łódź: Wydawnictwo Instytutu Ekonomii Uniwersytetu Łódzkiego, 2008.
- Podatki w Unii Europejskiej, Warszawa: Polskie Wydawnictwo Ekonomiczne, 2010, 2012.
- Płaca minimalna, Warszawa: Polskie Wydawnictwo Ekonomiczne, 2018.